# Ołeksa Jaworski
Ołeksa Jaworski, pol. Aleksy Jaworski (ur. 25 marca 1896 w Kotuzowie w gminie Wiśniowczyk powiatu podhajeckiego, zm. 11 kwietnia 1987 w Toronto) – ukraiński działacz polityczny, adwokat, członek Ukraińskiego Zjednoczenia Narodowo-Demokratycznego (UNDO), poseł na Sejm RP III kadencji w II Rzeczypospolitej.
Prowadził kancelarię adwokacką w Podhajcach. Uzyskał  mandat poselski do Sejmu II kadencji z listy Bloku Mniejszości Narodowych w konsekwencji postanowienia Sądu Najwyższego z 31 marca 1930, które unieważniało w okręgu nr 54  (Tarnopol) jeden mandat listy BBWR  na korzyść Bloku Mniejszości Narodowych. Nie zdążył złożyć ślubowania  poselskiego z powodu rozwiązania Sejmu i Senatu  przez  prezydenta Ignacego Mościckiego. W czasie kampanii wyborczej przed wyborami do Sejmu i Senatu w listopadzie 1930 (tzw. „wyborami brzeskimi”) aresztowany  23 września 1930  pod zarzutem „współpracy z ukraińskimi ugrupowaniami terrorystycznymi”. Zwolniono go po uzyskaniu mandatu do Sejmu III kadencji w okręgu nr 54 (Tarnopol) i uzyskaniu immunitetu.
Po II wojnie światowej osiadł w Toronto, gdzie zmarł.